# Clemora smithi
Clemora smithi är en skalbaggsart som beskrevs av Gilbert John Arrow 1912. Clemora smithi ingår i släktet Clemora och familjen Melolonthidae. Inga underarter finns listade i Catalogue of Life.